# 그랜드 캐니언 스카이워크

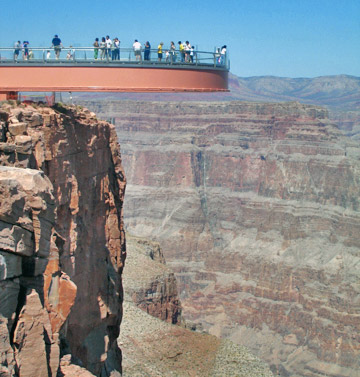
그랜드 캐니언 스카이워크

그랜드 캐니언 스카이워크(Grand Canyon Skywalk)는 미국 애리조나주 그랜드 캐니언에 설치된 관광지로, U자형의 투명한 전망 교량이다.